# Éric Béchu
Pour les articles homonymes, voir Béchu.
Pas d'image ? Cliquez ici

a Compétitions nationales et continentales officielles uniquement.

Éric Béchu, né le 9 janvier 1960 à Toulouse et mort le 15 janvier 2013 dans la même ville, est un joueur et entraîneur français de rugby à XV. Il a entraîné onze ans durant le Sporting club albigeois avant de rejoindre le Montpellier Hérault rugby en 2010 où il entraîne les avants aux côtés de Fabien Galthié et de Didier Bès.

## Biographie

### Carrière de joueur
Éducateur sportif de formation, il travaille à Toulouse à la Direction régionale de la Jeunesse et des Sports. Il pratique le rugby au Toulouse OAC. Puis il joue dix saisons à  l'US Colomiers. Il y éduque également les jeunes joueurs, et dessine la colombe figurant sur l'emblème du club. Il joue ensuite deux saisons au Stade saint-gaudinois. Il évolue au poste de troisième ligne centre.

### Fin de carrière et reconversion comme entraîneur
En 1990, il devient entraîneur-joueur, d'abord trois ans au Saint-Girons SCC, puis deux ans à l'US Cazères. En 1995, âgé de 35 ans, il met fin à sa carrière de joueur. Il retourne à Saint-Girons, dont il est trois ans l'entraîneur, avant de prendre une année sabbatique. En 1999, il devient pour onze ans l'entraîneur du SC Albi, qu'il va hisser de la Fédérale 1 au Top 14. L'accès à l'élite se fait en 2006. Cette même année, Béchu devient entraîneur à temps plein. En 2008, le club est rétrogradé pour raisons administratives en Pro D2 et réussit, en un an seulement, à retrouver l'élite. Mais, le 18 mars 2010, les mauvais résultats du club, dernier du Top 14, provoquent le départ de Béchu.
En mai 2010, il devient entraîneur du Montpellier HR, avec Fabien Galthié (dont il fut l'éducateur en cadets, à Colomiers, 25 ans plus tôt) et Didier Bès. L'objectif de la saison 2010-2011 est d'assurer le maintien. Mais le club crée la surprise : il se retrouve en demi-finale du Top 14 pour la première fois de son histoire, puis accède à la finale contre le Stade toulousain. Début décembre 2011, Éric Béchu doit cesser toute activité pour ennuis de santé. Il est opéré le 8. Fin janvier 2012, il doit faire face à une complication pulmonaire. Il ne retrouve le terrain que le 10 avril, après quatre mois d'absence. En 2012, il prend un peu de recul avec le terrain, il a la charge d’optimiser le fonctionnement de la Cellule de Haute Performance, et en particulier du centre de formation.
Il meurt le 15 janvier 2013 d'un cancer du pancréas. Il était marié et père de deux filles. Il repose à Montégut-en-Couserans, tout près de Saint-Girons.
Le 19 juillet 2013 un hommage lui est rendu lors d'un match amical au stade Léopold-Gouiric à Saint-Girons avec l'organisation du trophée Eric Béchu entre l'Aviron bayonnais et l'USA Perpignan.

## Palmarès

### En tant qu'entraîneur
- Vice-champion de France de Fédérale 1, avec le SC Albi en 2002
- Vainqueur de deux barrages de montée en 2006 avec le SC Albi, contre l'US Dax (12-8) et 2009 Pro D2, contre l'US Oyonnax (14-12)
- Vice-champion de France en 2011 avec le Montpellier HR (coentraîneur, avec Fabien Galthié et Didier Bès)[15]

| Saison      | Équipe                  | Division   | Poste              | Classement             | Coupe d'Europe   | Challenge européen         |
| ----------- | ----------------------- | ---------- | ------------------ | ---------------------- | ---------------- | -------------------------- |
| 1999 - 2000 | Sporting club albigeois | Fédérale 1 | Entraîneur en chef | ?                      | -                | -                          |
| 2000 - 2001 | Sporting club albigeois | Fédérale 1 | Entraîneur en chef | ?                      | -                | -                          |
| 2001 - 2002 | Sporting club albigeois | Fédérale 1 | Entraîneur en chef | Promu en Pro D2        | -                | -                          |
| 2002 - 2003 | Sporting club albigeois | Pro D2     | Entraîneur en chef | 14e                    | -                | -                          |
| 2003 - 2004 | Sporting club albigeois | Pro D2     | Entraîneur en chef | 11e                    | -                | -                          |
| 2004 - 2005 | Sporting club albigeois | Pro D2     | Entraîneur en chef | 8e                     | -                | -                          |
| 2005 - 2006 | Sporting club albigeois | Pro D2     | Entraîneur en chef | Vainqueur des barrages | -                | -                          |
| 2006 - 2007 | Sporting club albigeois | Top 14     | Entraîneur en chef | 10e                    | -                | Éliminé en poule           |
| 2007 - 2008 | Sporting club albigeois | Top 14     | Entraîneur en chef | 12e (rétrogradé)       | -                | Éliminé en poule           |
| 2008 - 2009 | Sporting club albigeois | Pro D2     | Entraîneur en chef | Vainqueur des barrages | -                | -                          |
| 2009 - 2010 | Sporting club albigeois | Top 14     | Entraîneur en chef | 14e                    | -                | Éliminé en poule           |
| 2010 - 2011 | Montpellier HR          | Top 14     | Avants             | Défaite en finale      | -                | Éliminé en quart-de-finale |
| 2011-2012   | Montpellier HR          | Top 14     | Avants             | Éliminé en barrages    | Éliminé en poule | -                          |

### Distinctions personnelles
- Oscar du Midi olympique du meilleur staff : Or en 2011 avec le Montpellier HR
- Nuit du rugby : meilleur staff du Top 14 de la saison 2010-2011 avec le Montpellier HR